# Петро Паскар
Петро Андрійович Паскар (* 22 вересня 1929, Строїнці, Молдавська АРСР, Українська СРР, СРСР (нині — Рибницький район, Молдова (ПМР)) — молдовський радянський державний та партійний діяч. Член КПРС з 1956; кандидат у члени ЦК КПРС (1971—1990). Депутат Ради Національностей Верховної Ради СРСР 6-го, 8—11-го скликань (1970-1989) від Вірменської РСР (11-е скликання). Депутат Верховної Ради Таджицької РСР. Кандидат економічних наук (1976). 

## Життєпис
Народився в 1929 в селі Строїнці, нині Рибницький район, в молдовській селянській родині. 

### Освіта
У 1954 закінчив Кишинівський сільськогосподарський інститут імені М. В. Фрунзе; в 1971 — Заочну вищу партійну школу при ЦК КПРС. 
З 1945 — студент Кишинівського сільськогосподарського інституту. 

### Кар'єра
З лютого 1954 по вересень 1955 року — агроном Темелеуцької машинно-тракторної станції Молдавської РСР. З вересня 1955 по червень 1958 року — головний агроном Чадир-Лунзької машинно-тракторної станції Молдавської РСР. 
У червні — жовтні 1958 року — головний агроном Чадир-Лунзької районної інспекції із сільського господарства. У жовтні 1958 — липні 1959 року — головний агроном інспекції землеробства та насінництва міністерства сільського господарства Молдавської РСР. 
З липня по листопад 1959 року — відповідальний організатор відділу партійних органів ЦК Комуністичної партії Молдавії.
У листопаді 1959 — квітні 1962 року — 1-й секретар Чадир-Лунзького районного комітету КП Молдавії.
З квітня по грудень 1962 року — 1-й заступник міністра виробництва та заготівель сільськогосподарських продуктів Молдавської РСР.
7 грудня 1962 — 17 червня 1970 року — секретар ЦК Компартії Молдавії.
24 квітня 1970 — 1 вересня 1976 року — голова Ради міністрів Молдавської РСР і одночасно з 31 липня 1970 по 1 вересня 1976 року — міністр закордонних справ Молдавської РСР.
З липня 1976 по березень 1988 року — 1-й заступник голови Держплану СРСР.
З березня 1988 по жовтень 1989 року — заступник голови Держплану СРСР — начальник зведеного відділу агропромислового комплексу. З жовтня 1989 по січень 1990 року — заступник голови Держплану СРСР.
10 січня — 24 травня 1990 року — голова Ради міністрів Молдавської РСР. 
З червня 1990 — персональний пенсіонер союзного значення. 
У 1990—1991 роках — 1-й заступник голови Державного планового комітету Республіки Молдова.
Потім — голова Російсько-молдавського спільного підприємства «Торговий Дім — Молдова»

## Нагороди
- два ордени Леніна;
- два ордени Трудового Червоного Прапора